# Museo Patagónico de Ciencias Naturales Juan Carlos Salgado
El Museo Patagónico de Ciencias Naturales Juan Carlos Salgado (MPCN) está ubicado en la ciudad de General Roca, provincia de Río Negro, Argentina. Es uno de los museos de ciencias naturales más importantes de la región por sus aportes científicos y el valor patrimonial que resguarda. 

El MPCN es una institución provincial creada por la Ley N.º 4077/06. Es dirigida y administrada por la Fundación Patagónica de Ciencias Naturales (FPCN), también de la ciudad de General Roca. El Museo está emplazado en una región estratégica para el desarrollo productivo y turístico, constituyendo un importante centro de educación ambiental, investigación y conservación del patrimonio natural y cultural norpatagónico, por el que pasan miles de visitantes anualmente. Cuenta con cuatro salas de exhibición, iniciando en Paleontología, Geología y Mineralogía, y Biodiversidad de la Patagonia Norte. Además, cuenta con aulas donde el Instituto Universitario Patagónico de las Artes (IUPA) dicta materias de varias de sus carreras. 

## Historia
En 2002 se creó la Fundación Patagónica de Ciencias Naturales (FPCN), fundada por Juan Carlos Salgado, Hugo Alberto Chafrat, Jorge Nori, Héctor Piacentini y Armando Gentili, todos vecinos de la ciudad de General Roca dedicados a la conservación del patrimonio natural y cultural y el ambiente, con el objetivo principal de crear el Museo de Ciencias Naturales.
En 2006 se creó formalmente el Museo Provincial Patagónico de Ciencias Naturales (MPCN) con la promulgación de la Ley Provincial N.º 4077,  constituyendo el primer Museo creado por ley en la Provincia de Río Negro, que es dirigido y administrado desde entonces por la FPCN. 
El edificio donde hoy se emplaza el MPCN fue diseñado por los arquitectos Carlos Libedinsky y Mario Linder. En 1971 ganó el concurso organizado por la provincia de Río Negro para elegir la nueva imagen del Banco Provincia y fue terminado de construir en 1978. Luego de que el banco cerrara definitivamente, quedó abandonado durante muchos años y finalmente en 2006 el Gobierno de la Provincia de Río Negro inició la recuperación del edificio, que fue cedido a la FPCN para la creación del Museo una vez concluidas las refacciones del mismo. La infraestructura del MPCN abarca más de 1800m², haciendo de este el museo más grande de la provincia.
El MPCN abrió sus puertas el 3 de marzo del 2008, fundado por Juan Carlos Salgado, Hugo Alberto Chafrat, Pablo Chafrat, Jorge Nori, Javier Nori y Eduardo Fernández. Por su intensa actividad el 15 de abril del 2008 fue declarado de Interés Municipal.
Desde su creación el MPCN, con el soporte institucional de la FPCN y el acompañamiento del Estado provincial y diversos organismos e instituciones públicas y privadas, ha hecho importantes aportes al desarrollo de los museos, a la investigación científica y a la salvaguarda del patrimonio natural y cultural de la provincia. En dicho contexto, ha celebrado convenios de colaboración con instituciones nacionales y extranjeras, apoyado proyectos de investigación, generado proyectos editoriales (el libro; Reptiles de Río Negro fue el primer libro, editado en conjunto con el Fondo Editorial Rionegrino, el mismo fue declarado de interés científico, educativo, cultural y turístico por la Legislatura de Río Negro), ha hecho descubrimientos científicos relevantes, publicando decenas de artículos especializados. Asimismo ha auspiciado y participado en congresos, jornadas y reuniones, ha realizado proyectos audiovisuales, generando documentales (Gigantes del Sur es la serie documental de 13 capítulos de una hora cada uno, que difunde las actividades de conservación del patrimonio que lleva adelante el MPCN y que se trasmite desde 2015 por distintos canales de la TV Pública Argentina como TecTV, Televisión Pública entre otros) y ha participado en exposiciones itinerantes, entre otras actividades. 

### Premios, Reconocimientos y Distinciones
El 15 de agosto del 2019, el Gobierno de la provincia de Río Negro renovó por otros diez años el comodato del emblemático edificio a la FPCN para el funcionamiento del MPCN.
El 7 de junio de 2021, la Agencia de Innovación y Economía del Conocimiento del Gobierno de Río Negro, declara de interés Científico, Tecnológico y Económico la colección científica de la Fundación Patagónica de Ciencias Naturales, reconociendo el trabajo de curación, investigación y desarrollo de la misma.
En julio de 2022 la Honorable Cámara de Diputados de la Nación Argentina, declara de Interés científico, cultural, educativo y turístico, el Museo Provincial Patagónico de Ciencias Naturales “Juan Carlos Salgado”, de la Ciudad de General Roca, Provincia de Río Negro. Dirigido y administrado por la Fundación Patagónica de Ciencias Naturales.
El 22 de abril de 2023, en el marco de la entrega del premio Lahille, la Fundación Museo de La Plata, en el Museo de La Plata, entregó un reconocimiento a la labor por el desarrollo del conocimiento y la difusión de las ciencias naturales a la Fundación Patagónica de Ciencias Naturales. 
El 16 de agosto de 2023 el Museo Patagónico de Ciencias Naturales fue uno de los 43 premiados, reconocidos por sus buenas prácticas, accediendo así a fondos nacionales para la implementación de nuevos proyectos, en el marco de la primera edición del Premio Registro de Museos Argentinos (RMA) organizado por el Ministerio de Cultura de la Nación, a través de la Secretaría de Patrimonio Cultural. 

## Colecciones
El acervo del MPCN alberga especímenes en las ramas de Paleontología; con las secciones de Paleontología de Vertebrados (MPCN-Pv), Paleontología de Invertebrados (MPCN-Pi), Paleoicnología (MPCN-Pic), Geología; con las Secciones de Mineralogía y Petrología (MPCN- MyP.) y Colección de Geología Aplicada (MPCN-GA). Las colecciones Zoológicas; con las secciones de Herpetología (MPCN-H), Mastozoología (MPCN-Mas), Malacología (MPCN-Mal), Entomología (MPCN-Ent), Ictiología (MPCN-Ict) y Ornitología (MPCN-Orn), que alojan especímenes osteológicos, pieles, ejemplares en alcohol 70%, insectos montados en alfileres entomológicos, baucher de ejemplares congelados, tejidos para análisis genéticos, etc.

#### Colección de Paleontología
La colección de Paleontología fue la base fundacional del Museo, formada por la donación de las colecciones personales de Juan Carlos Salgado, con énfasis eninvertebrados fósiles del Mesozoico y Cenozoico de la Patagonia Norte; posteriormente fueron incrementadas por otras donaciones y desde el año 2005 en adelante por sucesivas campañas de rescate de patrimonio paleontológico (conforme a la ley provincial N.º 3041/96 de protección de patrimonio Arqueológico y Paleontológico) desarrolladas por la FPCN y el MPCN en conjunto con instituciones nacionales y extranjeras en distintos yacimientos del Mesozoico y Cenozoico de Río Negro, incrementando exponencialmente las colecciones de vertebrados fósiles, principalmente Dinosaurios, Reptiles y Mamíferos.

##### Especímenes tipo de la colección Paleontológica
Actualmente la colección cuenta con numerosos holotipos, entre los más destacados se encuentran: 
- el Lagarto del Mioceno Callopistes rionegrensis[17][18][19][20] (Holotipo: MPCN-PV-02),
- el Pez del Cretácico Metaceratodus kaopen[21] (Holotipo: MPCN-PV-03),
- el Dinosaurio Terópodo Abelisáurido del Cretácico superior Niebla anticua[22][23][24] (Holotipo: MPCN-PV-796),
- el Dinosaurio Terópodo del Cretácico Gualicho shinyae[25] (Holotipo: MPCN-PV-01),
- el Fororrácido del Mioceno Patagorhacos terrificus[26] (Holotipo: MPCN-PV-377, 379), y dos nuevos especímenes (MPCN-PV-1003) [27]
- el Rheidae del Mioceno Opisthodactylus horacioperezi[28] (Holotipo: MPCN-PV-380, 378, 376),
- el Pterosaurio Azdárquido del Cretácico Aerotitan sudamericanus[29][30] (Holotipo: MPCN-PV-54),
- la Libélula del Mioceno Nelala chori[31] (Holotipo: MPCN-PI-4139).[3]
- el Dinosaurio Saurópodo del Cretácico superior Menucocelsior arriagadai (Holotipo: MPCN-PV-798)[32][33][34][35]
- el Dinosaurio hadrosáurido del Cretácico superior Kelumapusaura machi (Holotipo: MPCN-PV-808)[36][37][38]
- el Dinosaurio ornitópodo  del Cretácico  Chakisaurus nekul (Paratipo MPCN-PV-846)  [39][40]
- el Dinosaurio Saurópodo del Cretácico superior Chadititan calvoi (Holotipo: MPCN-PV-1034) [41][42]
- la Tortuga del Cretácico superior Iaremys batrachomorpha (Holotipo: MPCN-PV-) [43][44]

Otros especímenes destacados de la colección son: una tortuga Pleurodira del cretácico Yaminuechelys cf. gasparinii (MPCN-PV-0047), hallazgo que expandió el biocrón del género, un ejemplar muy bien preservado del dinosaurio terópodo Buitreraptor gonzalezorum (MPCN-PV-598); un ejemplar de Bonapartenykus ultimus (MPCN-PV 738)  y restos de Velocisaurus unicus (MPCN-PV-370); restos de un Abelisaurus indeterminado (MPCN-PV-69); un fémur asignado al saurópodo Antarctosaurus wichmannianus; restos de ankylosaurios; entre ellos nuevos ejemplares asignables a Patagopelta cristata  también restos de saurópodos titanosaurios, cocodrilos, serpientes, reptiles, también se destacan los mamíferos fósiles de la Formación Chichinales, correspondientes a la donación de la colección del Museo Educativo de Geología y Paleontología del Instituto de Formación Docente y Continua (MEGP-IFDC),recientemente se incorporo a la colección los especímenes que permitió describir la primer fauna asociada al cretácico superior de Patagonia que incluyen especímenes de peces, tortugas, dinosaurios e invertebrados  además de una importante colección invertebrados fósiles del Mesozoico y Cenozoico de Patagonia, en especial de la Formación Roca. 

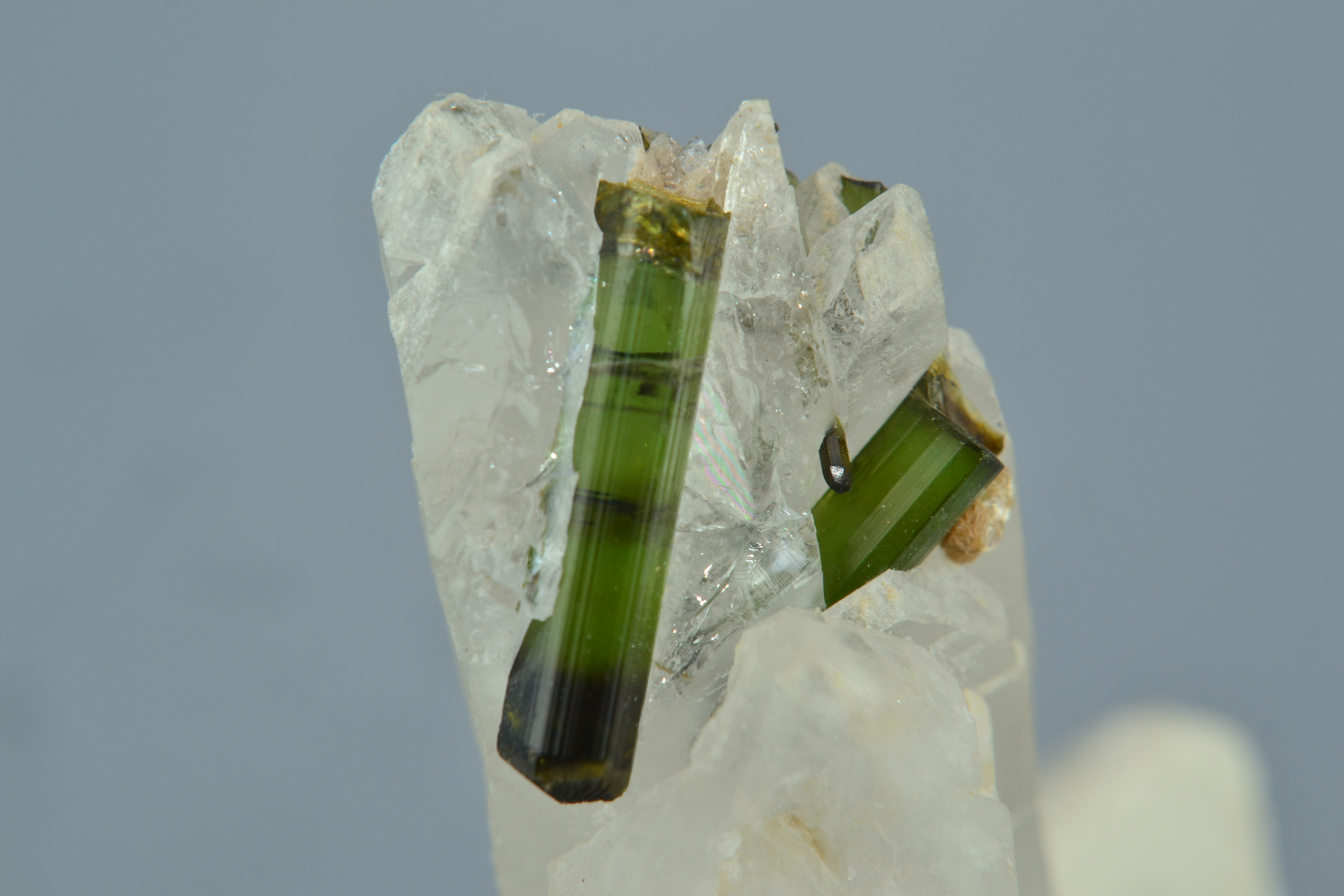
Elvaita var. Verdita sobre Cuarzo. Ejemplar de la colección de Minerales del MPCN y la FPCN

#### Colección de Geología
La colección de Geología está compuesta por rocas y minerales de todo el mundo, fue fundada por la donación de ejemplares de particulares (se destaca la donación efectuada por Eduardo Jawerbaum) y el aporte de Mina Capillitas de la donación de un ejemplar de Rodocrosita, constituyeron al MPCN en una de las colecciones mineralógicas más importantes de la Patagonia. La colección actualmente se compone de las secciones Mineralogía y Petrología y colección Geología Aplicada.
En 2020 Eduardo Jawerbaum donó una serie de meteoritos a la colección del Museo, creando la Colección de Meteoritos de la FPCN y el MPCN. Entre estos se encuentra un meteorito lunar.

#### Colección Biológica

##### Especímenes tipo de la colección Biológica
En las colecciones biológicas se pueden nombrar entre los ejemplares destacados: 
Los Holotipos:  
- Liolaemus kulinko [53] una especie de lagartija endémica del bajo de Añelo en la provincia de Neuquén,
- Liolaemus splendidus[54] una especie de lagartija endémica de la provincia de Neuquén,

Los paratipos de: 
- Liolaemus quinterosi[55] una especie de lagartija endémica del bajo de Añelo en la provincia de Neuquén,
- Liolaemus hugoi,[56] una lagartija endémica de General Roca, categorizada Vulnerable, ambas de la colección herpetológica.
- Paratipos de Schajovskoia albomaculata[57] un género y especie de polilla de Argentina de la colección entomológica,
- un paratipo del escorpión Urophonius araucano,[58]

Además la colección cuenta con numerosos especímenes que reportan novedades zoogeográficas. Estas colecciones en su conjunto destacan la enorme importancia del patrimonio natural y cultural de la provincia de Río Negro y se utilizan permanentemente para estudios sobre morfología, sistemática, genética, anatomía comparada, educación, estudios ecológicos, estudios sobre cambio climático, filogeografía, biogeografía y evolución. 
El MPCN cuenta también con otras colecciones especiales como archivos que incluyen notas de campo, fotografías y una biblioteca (física y digital) de libros y revistas especializadas en ciencias naturales con foco en el patrimonio natural y cultural de la norpatagonia.
Actualmente la FPCN junto con IUPA desarrollan el proyecto “Puesta en consulta pública de sus colecciones”, que implica la digitalización de la colección comprometido a mejorar el acceso a los datos de todo el patrimonio para que se pueda acceder en línea.

## Exhibición

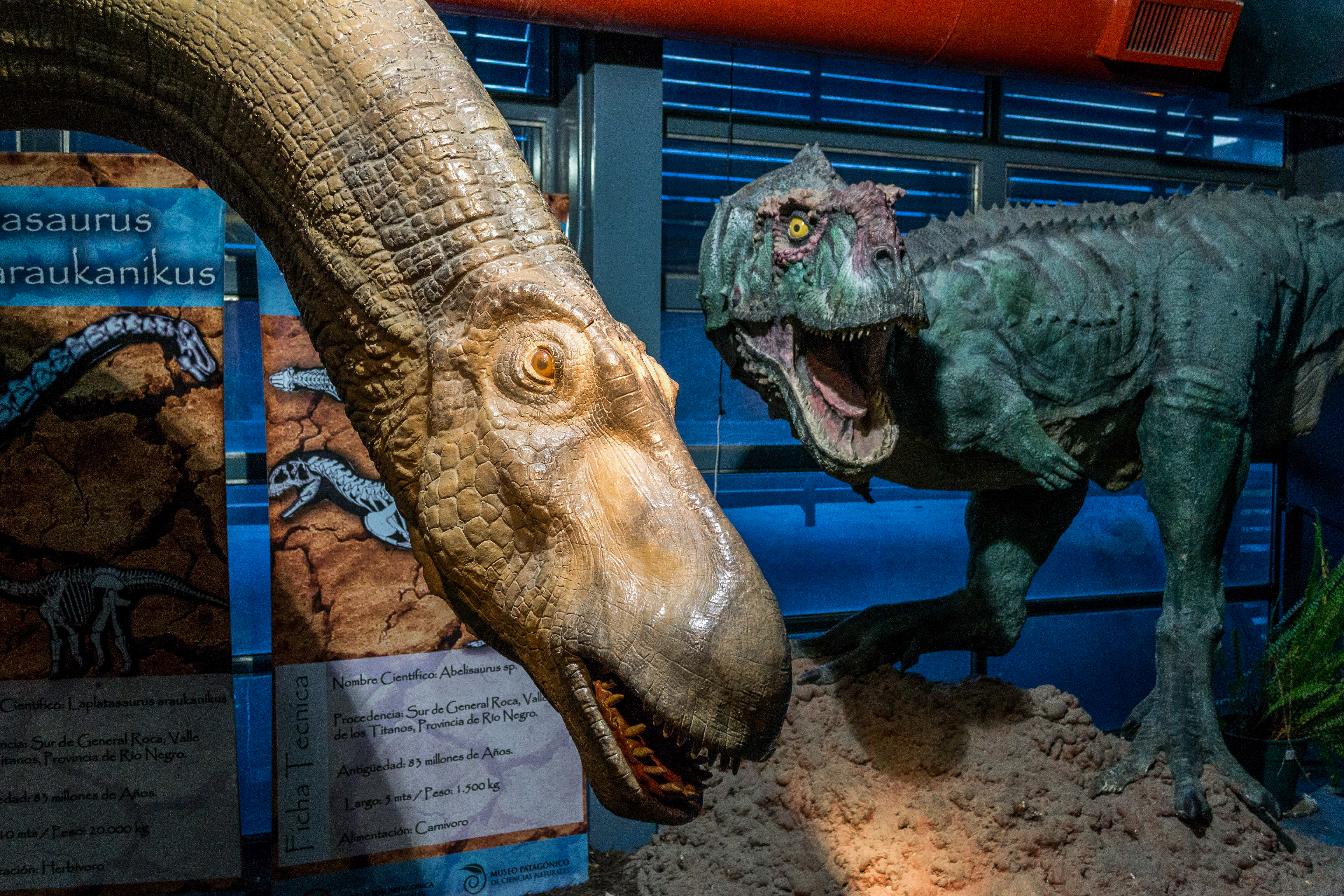
Reconstrucciones en vida de Laplatasaurus y Abelisaurus dos dinosaurios de Río Negro, en la Sala de Paleontología del MPCN

La exhibición permanente del MPCN cuenta en su recorrido con las salas: 

##### Sala dePaleontología
Aquí se exhiben piezas fósiles originales, que muestran los procesos de fosilización, la organización de los seres vivos revelando la evolución de la vida contada con piezas locales, regionales y de otras partes del mundo, la historia geológica del Alto Valle del río Negro y la Patagonia norte, las sucesivas manifestaciones geológicas que permitieron diversos episodios marinos, entre otros aspectos del pasado remoto.
Entre las piezas más destacas se encuentra un cangrejo fósil Chaceon peruvianus de la Formación Puerto Madryn (Mioceno) perfectamente conservado, la Garra de un Scelidotherium sp y un fragmento de caparazón de Glyptodon sp, ammonites, huevos de dinosaurios, un diente del gran tiburón Carcharocles megalodon y un fémur original de 1,75 cm de alto de Antarctosaurus wichmannianus. La sala de dinosaurios rionegrinos muestra reconstrucciones a tamaño natural en vida de un Laplatasaurus araukanikus, escultura realizada por el paleoartista Fernando Cárdenas; un Abelisaurus sp de 5 metros, escultura realizada por el paleoartista Jorge González; una escultura a tamaño natural de Bonapartenikus ultimus y una reconstrucción del esqueleto a tamaño natural de un Buitreraptor gonzalezorum ambas realizadas por el paleoartista Jorge Blanco.

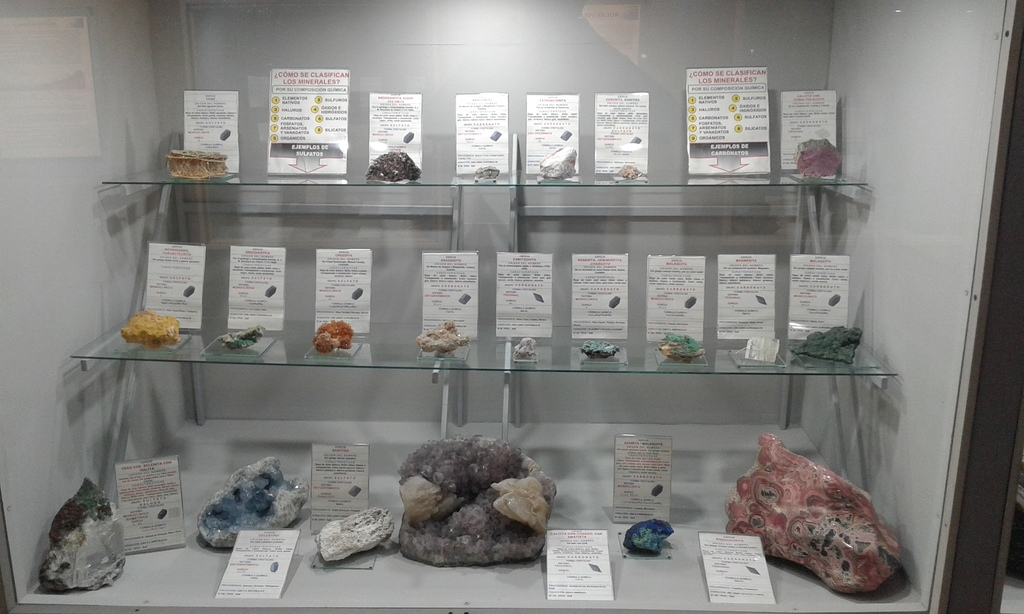
Vitrina Minerales en la Sala de Geología del MPCN

##### Sala deGeología
Las vitrinas cuentan cómo se forman los minerales, sistemas cristalinos, pseudomorfismo, maclas, etc., los distintos tipos de rocas (plutónicas, las volcánicas, las sedimentarias y las metamórficas). En la muestra de minerales, las piezas que más se destacan son una muestra de rodocrosita (considerado el mineral nacional), una pepita de oro, un diamante, entre muchas otras.

##### Sala deBiodiversidadde laPatagoniaNorte

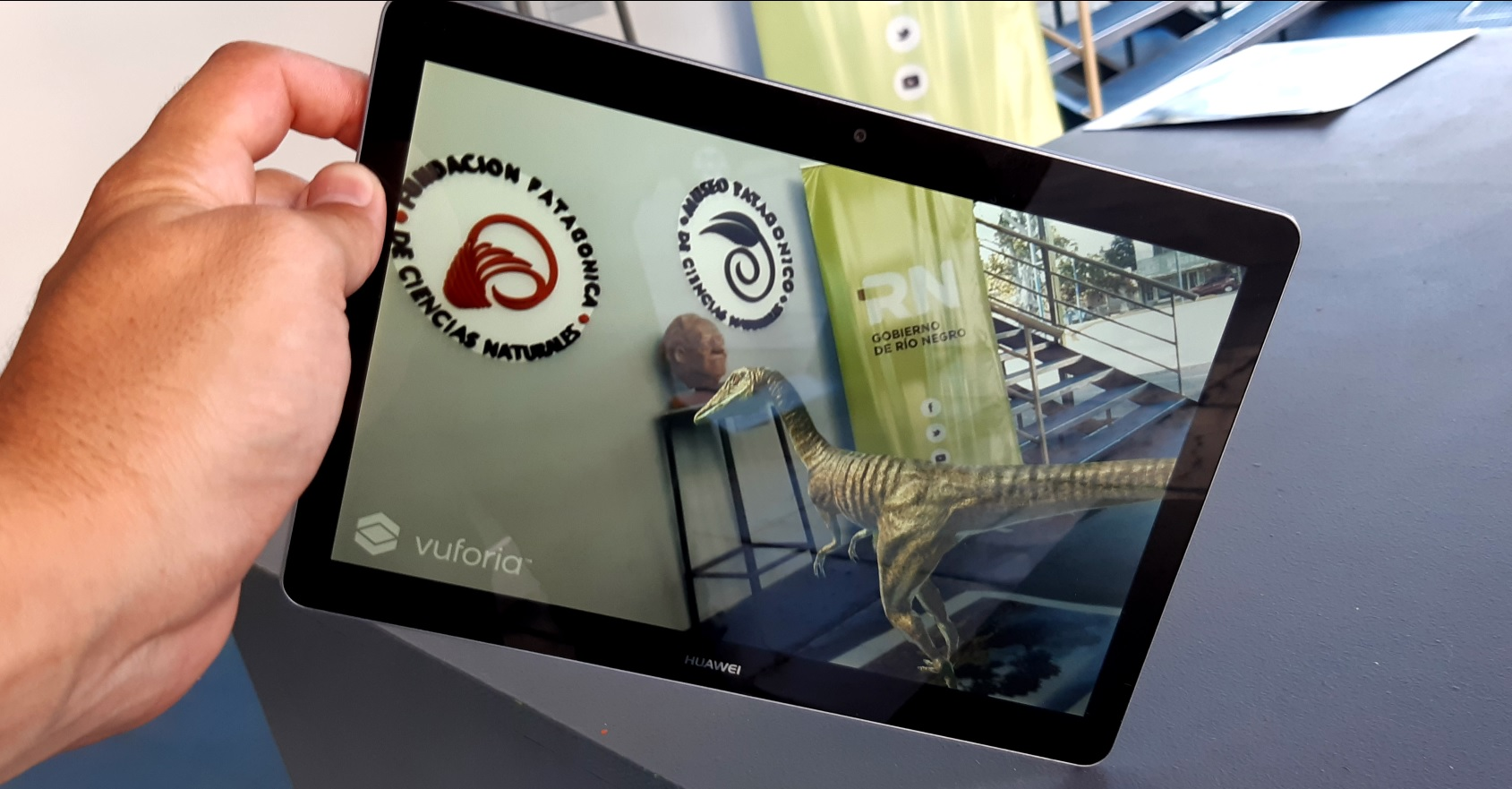
Plataforma de Realidad Aumentada VR360º desarrollada por la FPCN, aplicada a la exhibición del MPCN

La sala de Biodiversidad de la Patagonia Norte inaugurada el 29 de abril de 2015 muestra los distintos ambientes, hábitats y microhábitats que se encuentran, las especies más representativas que los habitan, mostrando relaciones intra e interespecíficas, el  estatus de conservación, el origen,  la  conservación del ambiente, las ecorregiones, entre otros datos de interés para el conocimiento sobre la biodiversidad de esta importante región de la Argentina. Persiguiendo un fin de conservación, las especies de vertebrados se recrearon en fotografías a tamaño natural y la sala está ambientada con sonidos de la naturaleza.

##### HistoriaGeológica
El recorrido del MPCN finaliza en un corredor que muestra los siete hechos geológicos más destacados de la provincia de Río Negro, en ilustraciones realizadas por el artista Jorge González, que recrea los paisajes y la fauna de cada momento de especies presentes en las colecciones del Museo, hasta llegar a General Roca en la actualidad.

##### Sala "Juan Carlos Salgado"

Sala Juan Carlos Salgado

Una sala que exhibe 190 piezas fósiles, 66 minerales y 67 moluscos, que reconstruye el Museo original de la casa de Juan Carlos Salgado, donde se ha respetado la cartelería, las fichas y la forma expositiva, mostrando el “Origen” del MPCN, en lo que fue el primer museo de Ciencias Naturales de General Roca que funciono en su domicilio particular, en un símbolo de reconocimiento a la vida y la obra de Juan Carlos, la sala recrea su exhibición original y se Inauguró el 4 de Diciembre del 2022. 

##### Tecnología Educativa
Desde 2018, la FPCN desarrolla un programa de "Tecnología Educativa" aplicada al MPCN, que incluye el desarrollo de una plataforma interactiva e inmersiva con cartelería en códigos QR, con animaciones en realidad aumentada, con desarrollos tanto de especies extintas como actuales en VR360º, el desarrollo de estrategias interactivas para navegar todo el acervo del museo en un plan de puesta en consulta pública de las colecciones y pensando los entornos digitales para que visitantes, estudiantes de carreras afines y otros usuarios puedan tener acceso a distintos niveles de información sobre el conocimiento producido en torno al patrimonio natural y cultural que conforma el acervo del MPCN.

## Descubrimientos
Miembros de la FPCN y el MPCN han participado en el descubrimiento y nominación de nuevas especies para la ciencia: 

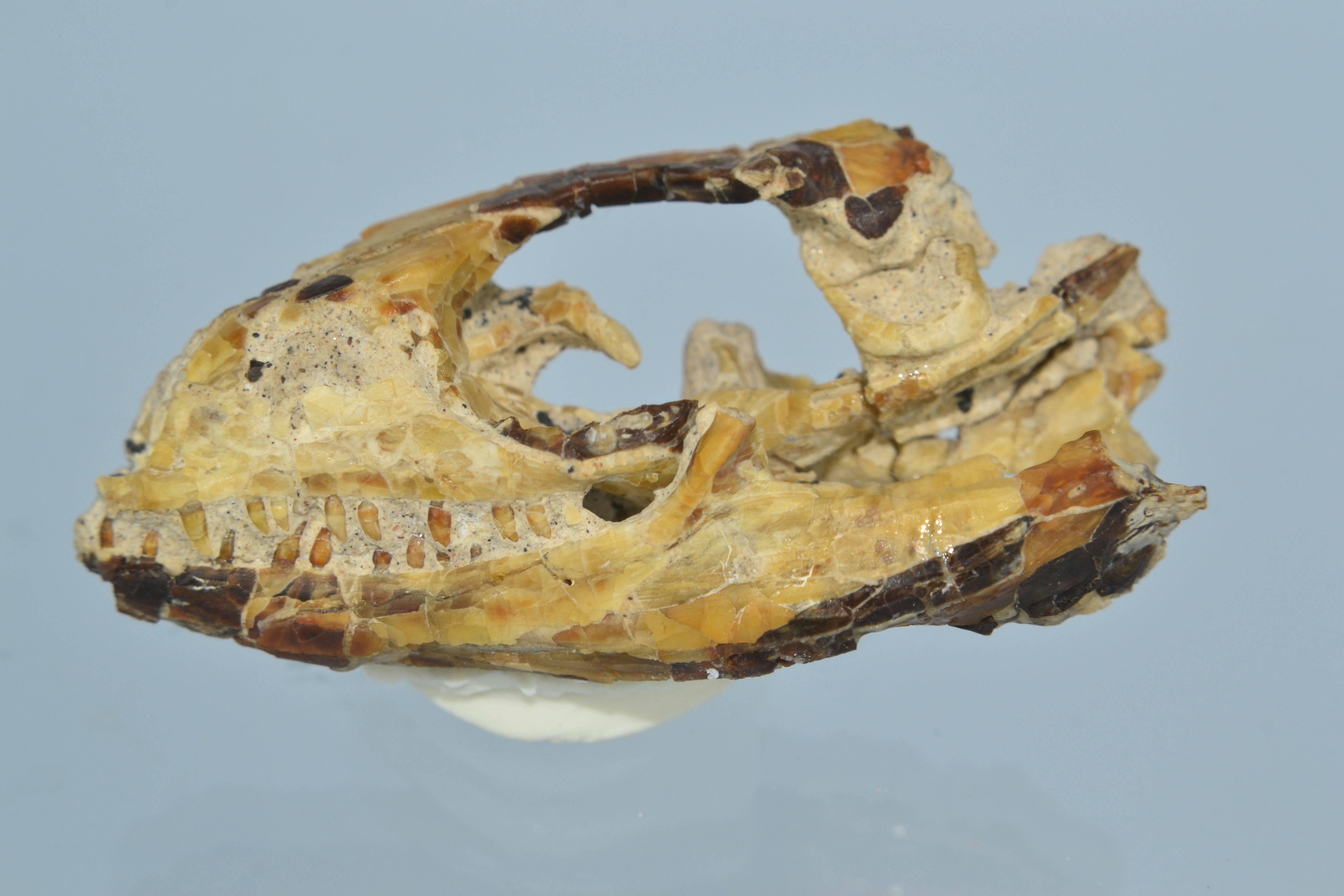
Holotipo (MPCN-PV-02) de Callopistes rionegrensis

#### Especiesfósiles
- Callopistes rionegrensis,[17] se describe una nueva especie de lagarto fósil de la Formación Chichinales[18] (Mioceno) de General Roca, provincia de Río Negro. Es uno de los cráneos de lagarto fósil mejor preservado para Argentina.[19]
- Patagorhacos terrificus,[26] se describe un nuevo género y especie de ave del terror fósil de la Formación Chichinales[18] (Mioceno) de General Roca, provincia de Río Negro.
- Opisthodactylus horacioperezi,[26] se describe una especie de ñandú fósil de la Formación Chichinales[18] (Mioceno) de General Roca, provincia de Río Negro.
- Aerotitan sudamericanus,[29] se describe un nuevo género y especie de pterosuario del Cretácico de la provincia de Río Negro. Su nombre significa: “Titán de los aires sudamericano”.[30] El descubrimiento está declarado de Interés por la Legislatura de la provincia de Río Negro.
- Metaceratodus kaopen,[62] se describe una nueva especie de pez dipnoo de la formación Anacleto hallado en la provincia de Río Negro.
- Tapuiasaurus macedoi,[63] se describe un nuevo género y especie de dinosaurio saurópodo titanosaurio del Cretácico, hallado en la Formación Quiricó en Corazón de Jesús en Mina Gerais en Brasil.
- Traukutitan eocaudata,[64] se describe un nuevo género y especie de dinosaurio saurópodo titanosaurio del Cretácico, hallado en la Formación Bajo de la Carpa en la provincia de Neuquén.
- Amargatitanis macni;[65] se describe un nuevo género y especie de dinosaurio saurópodo dicreosáurido del Cretácico, hallado en la Formación La Amarga en la provincia de Neuquén por José Fernando Bonaparte en 1983.
- Nopcsaspondylus alarconensis;[65] se describe un nuevo género y especie de dinosaurio saurópodo rebaquiosáurido del Cretácico, hallado en la Formación Candeleros en la provincia de Neuquén
- Ameghinichnus manantialensis,,[66] se describe una nueva especie de mamífero de la formación La Matilde (Periodo Jurásico) conocido por medios de sus huellas (Icnitas) halladas en la provincia de Santa Cruz.

#### Especies Actuales

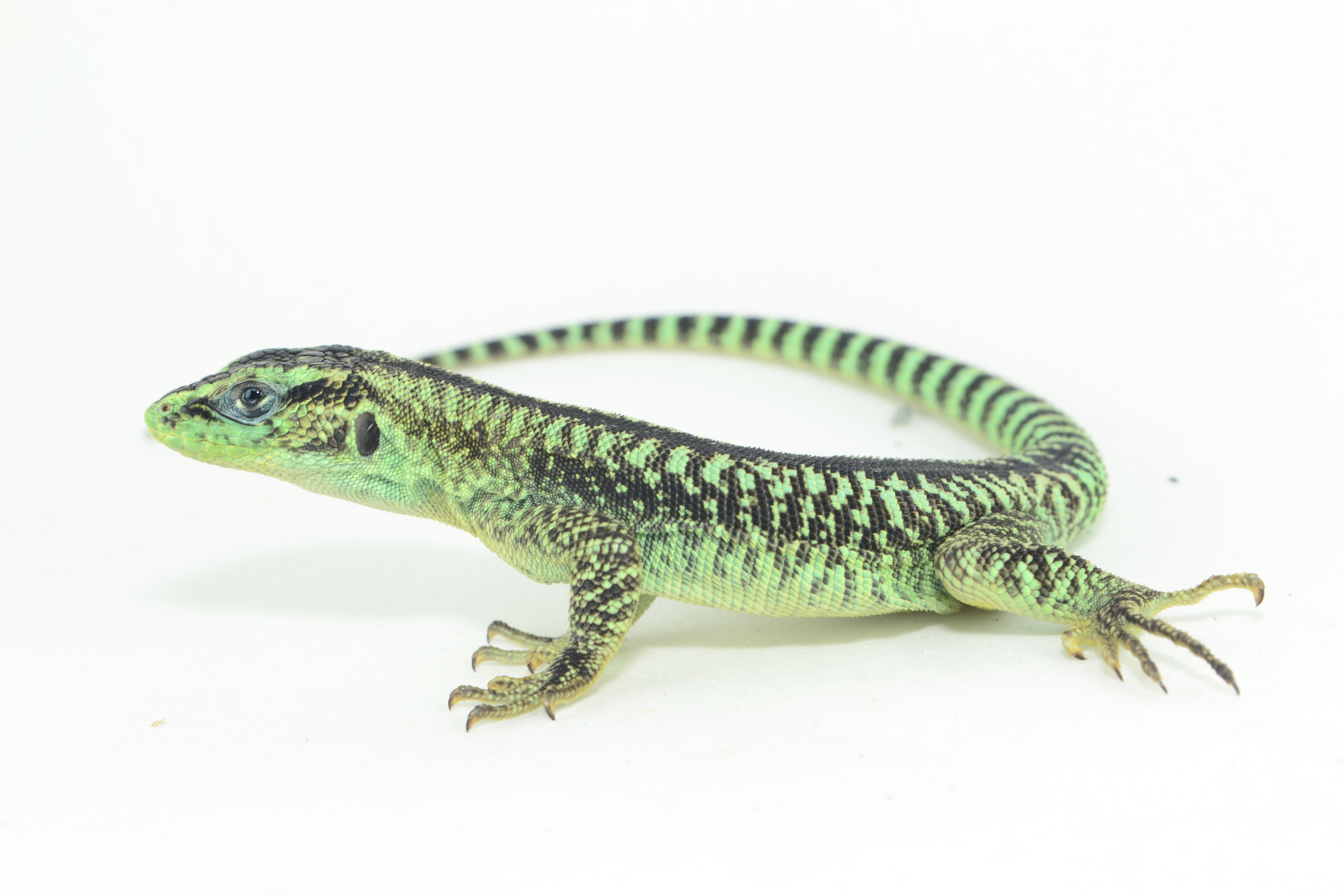
Liolaemus splendidus - Especie endémica de la provincia de Neuquén

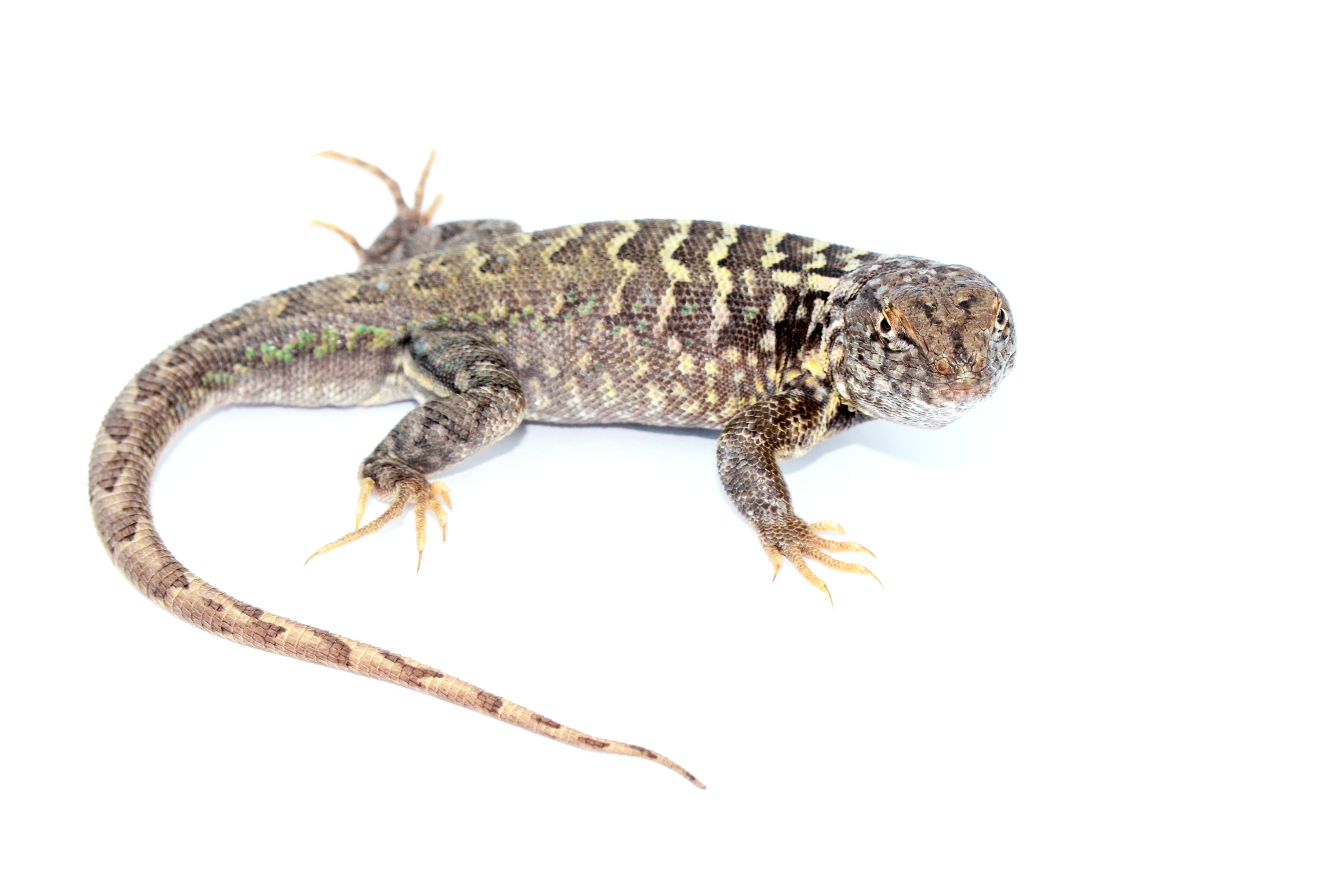
Liolaemus kulinko - especie endémica de Añelo, provincia de Neuquén

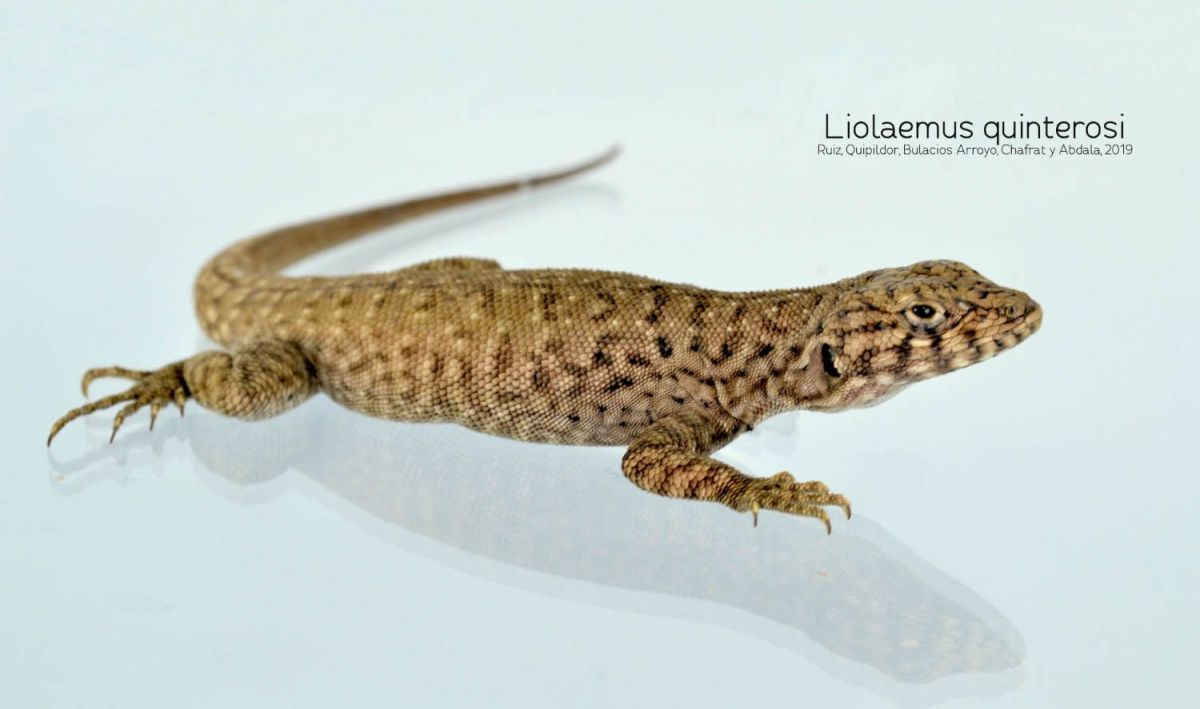
Lagartija de Quinteros (Liolaemus quinterosi)

- Liolaemus splendidus - Especie endémica de la provincia de Neuquén Liolaemus kulinko[53] se describe una nueva especie de lagartija endémica del bajo de Añelo en la provincia de Neuquén.
- Liolaemus splendidus [54] se describe una nueva especie de lagartija endémica de la provincia de Neuquén.[67]
- Liolaemus kulinko - especie endémica de Añelo, provincia de Neuquén Liolaemus hugoi;[56] se describe una nueva especie de lagartija endémica de General Roca en la provincia de Río Negro. Fue categorizada como Vulnerable y se cree que si no se implementan planes de conservación podría estar en peligro crítico.[68] Este descubrimiento fue declarado de "Interés científico" por la Honorable Legislatura de Río Negro (Declaración N.º 193/2021)[69]Lagartija de Quinteros (Liolaemus quinterosi)
- Liolaemus quinterosi,[55] se describe una nueva especie de lagartija endémica del bajo de Añelo en la provincia de Neuquén.
- Liolaemus goetschi; es una especie de lagartija endémica de la provincia de Río Negro,[70] que es redescripta con base en los caracteres corrientemente utilizados para el grupo y realizando un posterior análisis a su estatus taxonómico, pudiendo esclarecer sus relaciones filogenéticas.

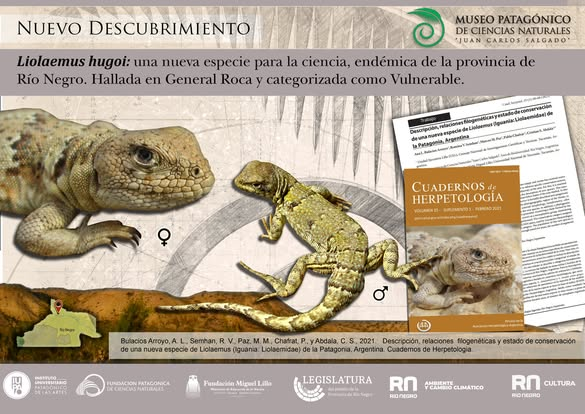
Liolaemus hugoi, una nueva especie para la ciencia, endémica de General Roca

#### Novedades zoogeográficas

###### Herpetológicas
- Liolaemus loboi,[71] presenta nuevas localidades de distribución en las provincias de Río Negro y Neuquén además se aportan datos novedosos sobre la historia natural de la especie.
- Liolaemus tirantii,[72] es la primera mención en la provincia de Río Negro, hallada en el Área Natural Protegida Valle Cretácico en el Chocón y Cerro Policía.
- Pleurodema nebulosum,[73] presenta nuevas localidades en la provincia de Río Negro, siendo los registros más australes para la especie.
- Liolaemus goetschi,[74] presenta nuevas localidades en la provincia de Río Negro, siendo los registros más australes para la especie.
- Tarentola mauritanica [75][76] primera cita en la provincia de Neuquén, Argentina.

###### Entomológicas
- Zelus renardii,[77] se documenta por primera vez en Argentina.

- Neodelphax fuscoterminata y Anagrus incarnatosimilis; primer registro sobre frutos de manzano.

- Coccinellidae: ocho nuevos registros de especies en la Región del Alto Valle de Río Negro y Neuquén.

## Actividades y Servicios

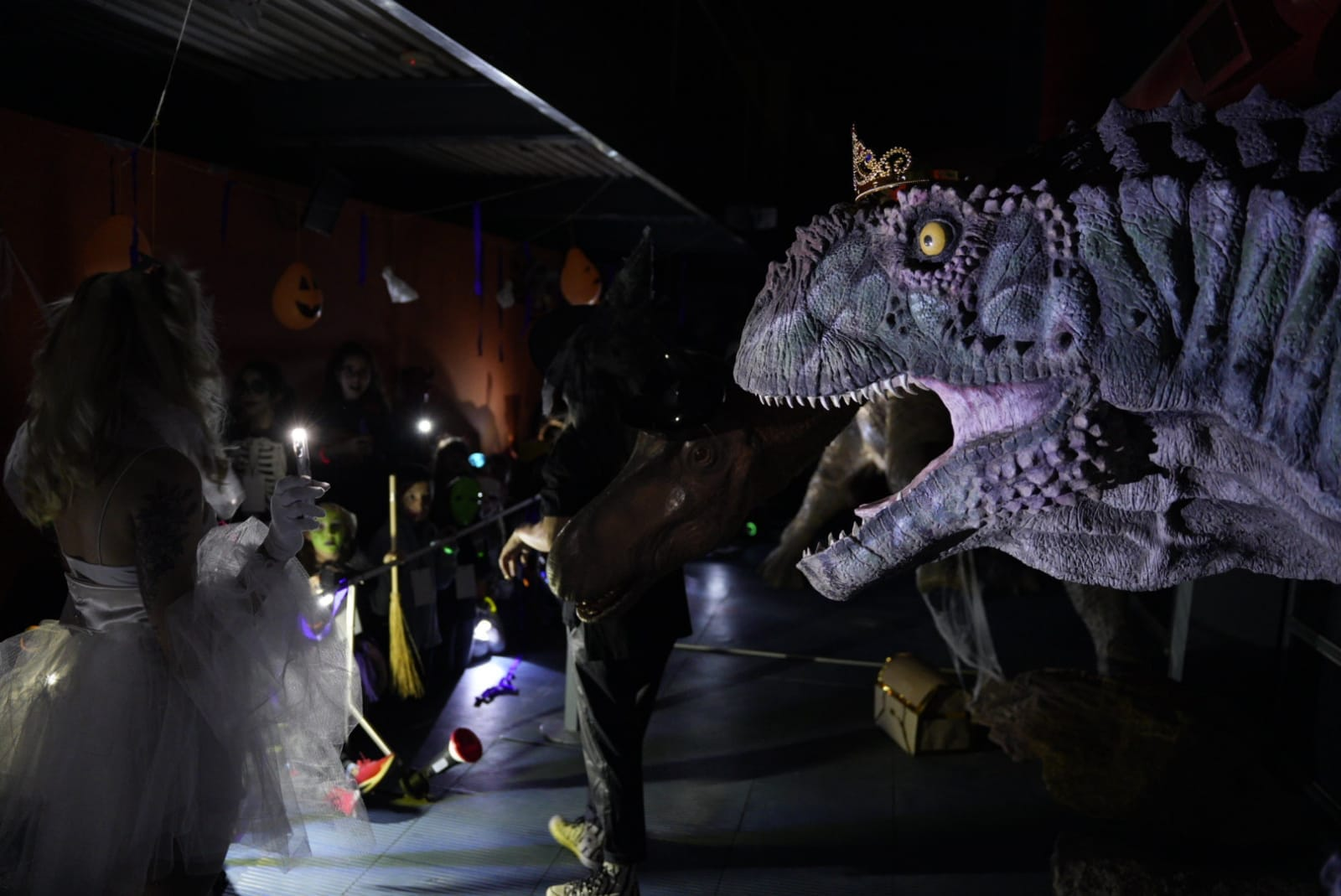
Una noche en el Museo

Durante el año la FPCN y el MPCN mantienen y proponen a toda la comunidad múltiples actividades y programas entre los que se destacan:
- Visitas guiadas: presta servicios relacionados con las visitas acompañadas con los visitantes.
- Eventos culturales: funcionando como un espacio multicultural, se desarrollan actividades culturales organizadas tanto por la FPCN y el MPCN, como por artistas independientes o instituciones (IUPA y Fundación Cultural Patagonia).
- Terraza Cultural: es un ciclo de eventos y presentaciones de bandas locales y regionales en vivo en el patio del MPCN, cada evento acompañado de degustaciones de cerveza artesanal regional y de gastronomía.
- Una Noche en el Museo: es una actividad lúdica y educativa, exclusiva para público infantil de 6 a 12 años, donde pasan una noche recorriendo la exhibición junto con juegos.
- #MuseoenCasa: en el marco del contexto dado por la pandemia SARS-CoV-2/COVID-19, incluye una serie de actividades educativas en línea para todos los públicos, socializar sus acervos y prestando servicios educativos, científicos, culturales y turísticos para toda la comunidad.
- Pequeños Paleontólogos: para público infantil de entre 3 y 6 años, con actividades para hacer moldes de fósiles, excavar un dinosaurio, identificar sus huesos y jugar en el Rincón Verde.Visitas Guiadas

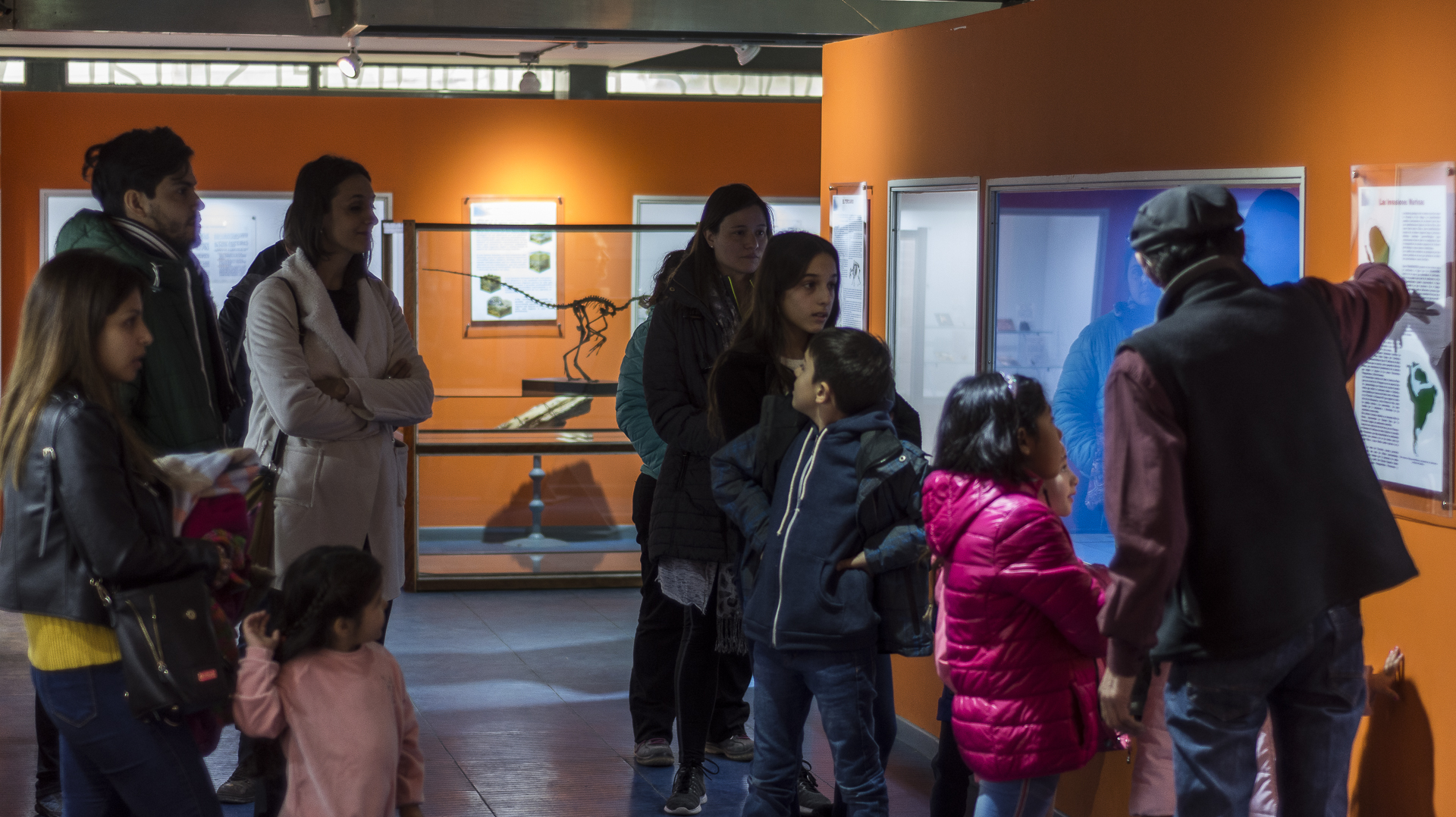
Visitas Guiadas

- Talleres de Arte Sensorial: son talleres sensoriales de biodiversidad, donde los niños conocen más los distintos aspectos de la flora y la fauna que los rodea para una mayor sensibilidad por el cuidado y protección del ambiente y el planeta.
- Día Internacional de los Museos: todos los años el MPCN festeja el Día Internacional de los Museos, que se celebra en todo el mundo el 18 de mayo. En cada celebración se adhiere a la temática que propone el ICOM, generando jornadas repletas de actividades y visitantes que pueden disfrutar del MPCN e interiorizarse de todos los planes y proyectos en marcha a través del programa “Museo Abierto”.
- Con Sabor a Ciencia: es el nombre del ciclo de charlas de divulgación científica que la FPCN y el MPCN organizan para toda la comunidad, con el objetivo de difundir el desarrollo de las líneas de investigación y los proyectos de conservación que se llevan adelante. La propuesta se genera con degustación de cerveza artesanal y posteriores recorridos por los laboratorios y las colecciones del MPCN.[78]
- Vacaciones de Invierno en el MPCN: durante dos semanas de julio se generan distintas propuestas y actividades en el museo, desde la apertura del Rincón Verde, visitas guiadas, donde pueden observarse cómo trabajan los científicos del museo y acceder a los laboratorios y las colecciones, y también eventos culturales.[79]
- Jornadas Anuales de Biodiversidad y Cambio Climático: en conjunto con la Secretaría de Ambiente y Cambio Climático del Gobierno de Río Negro, la FPCN organiza desde el 2022, estas jornadas para constituir un punto de encuentro para el debate, compartir conocimientos, actualizar información; socializar proyectos de investigación y conservación sobre distintos aspectos de la biodiversidad y el cambio climático en la Patagonia Norte.[80][81]

## Instalaciones
El edificio del MPCN, ubicado en calle avenida Julio Argentino Roca N.º 1250, frente al monumento a la Manzana, cuenta con tres plantas:

#### Primer piso
- Hall de Ingreso y Recepción: con atención personalizada, ascensor y escaleras, Informes Turísticos.
- Exhibición permanente: con salas de Paleontología, Dinosaurios de Río Negro, Geología, Biodiversidad de la Patagonia Norte e Historia Geológica de la Patagonia.
- Terraza: donde se realizan los Ciclos "terraza cultural" demás permite realizar actividades educativas, recreativas.

#### Segundo piso
- Auditórium: un amplio auditórium para 80 personas, donde se realizan actos, eventos culturales, ciclos de charlas, conferencias, congresos, proyecciones de videos documentales entre otras actividades.
- Aulas y espacios de usos comunes: Actualmente el IUPA utiliza en el marco de convenios las aulas para los dictados de materias.

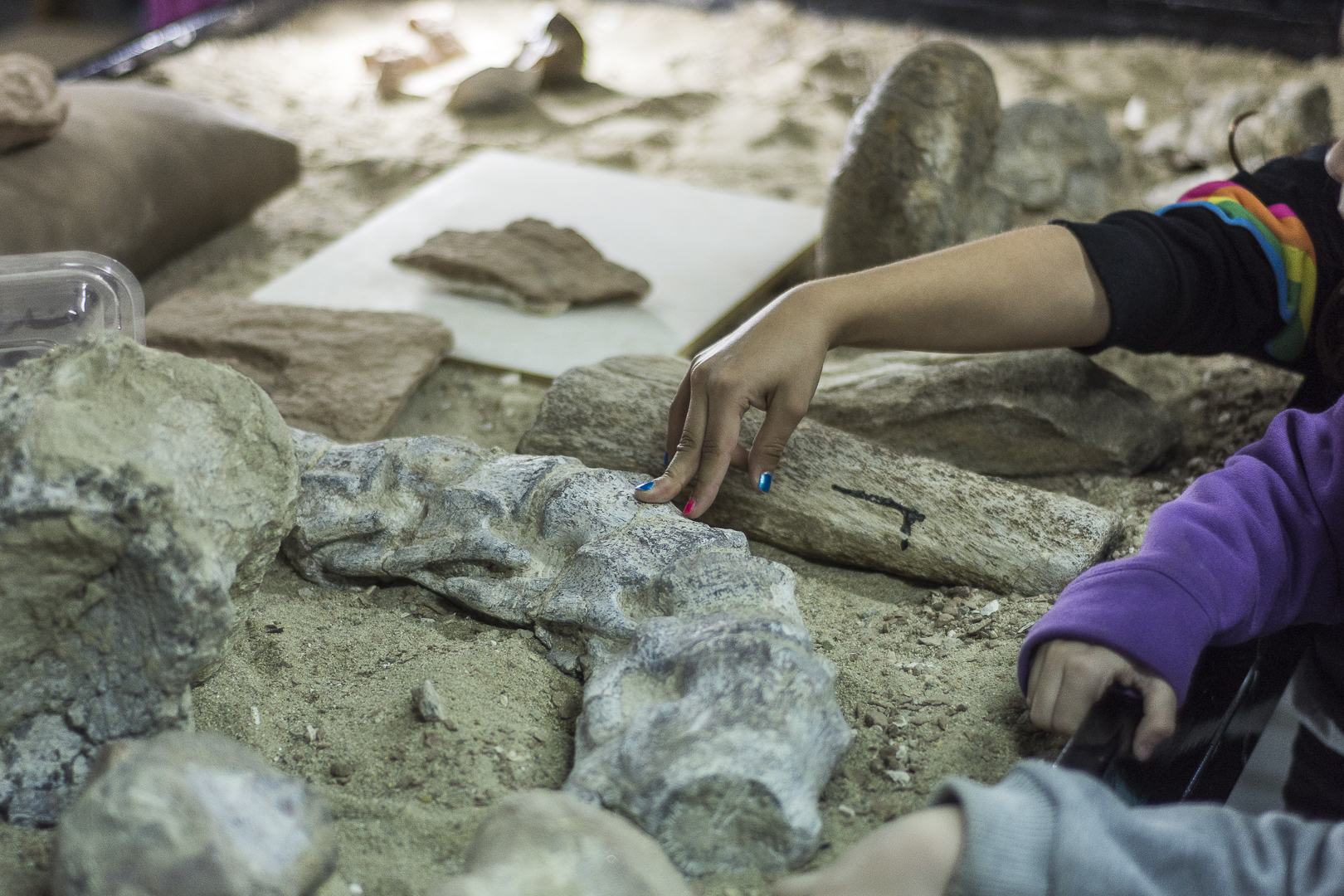
Laboratorio de Paleontología del MPCN

#### Planta baja
- Ala de colecciones: las bóvedas del exbanco fueron destinadas y acondicionadas para albergar las colecciones del MPCN.
- Oficinas: Dirección, Administración, Sala de Reuniones, Área Educativa, Centro de Producción, etc.
- Rincón Verde: Sala pedagógica de nivel inicial. Este es un espacio único en su tipo a nivel regional, especialmente diseñado y adaptado a las necesidades de los niños de nivel inicial. Se encuentra a cargo de docentes con especialización en educación inicial que trabajan en una amplia sala repleta de material didáctico acorde a las necesidades e intereses del público infantil de 3 a 5 años de edad.
- Biblioteca: una biblioteca en formación especializada en ciencias naturales, actualmente se encuentran disponibles para su consulta más de 3000 volúmenes, incluyendo desde revistas científicas especializadas, hasta libros referidos al patrimonio natural y cultural argentino.
- Laboratorios:
  - Laboratorio de paleontología para preparado, restauración de piezas fósiles y realización de réplicas, calcos, moldes y reconstrucciones a tamaño natural,
  - Laboratorio de biodiversidad para el preparado y curación de material biológico.
- Cocina-Comedor.
- Entrada de Servicio.
- Taller.
- Depósitos.

## Gigantes del Sur

[https://www.tvpublica.com.ar/programa/gigantes-del-sur/ Gigantes del Sur

Gigantes del Sur. Es una serie de episodios consistente en 13 capítulos de una hora cada uno, conformando una serie documental de divulgación científica para la TV Pública. Fue producida en 2012 por Conjuro Producciones S.A., dirigida por Soledad Gonnet y trasmitida desde 2015 en los canales ACUA Federal, TEC TV (Canal del Ministerio de Ciencia y Tecnología) y por TV Pública Argentina. Está orientado a develar las actividades que desarrolla el MPCN en investigación, difusión, valoración y cuidado del patrimonio natural de la provincia de Río Negro, destacando así las características únicas de la paleontología norpatagónica y las actividades del Museo para la investigación y preservación del patrimonio.
Esta serie recientemente fue declara de interés Científico, Educativo y Turístico por la Legislatura de Río Negro 